# Detlef Raugust
Detlef Raugust (* 26. August 1954 in Zerbst/Anhalt) ist ein ehemaliger deutscher Fußballspieler.

## Sportliche Laufbahn

### Gemeinschafts- und Clubstationen
Raugust begann mit neun Jahren bei der BSG Lokomotive Halberstadt Fußball zu spielen. Von der seit Sommer 1970 als Spielgemeinschaft (SpG) Lok/Vorwärts agierenden Mannschaft wechselte er 1971 zum 1. FC Magdeburg. Dort fasste er im Männerbereich zunächst in der 2. Mannschaft Fuß, die in der zweitklassigen Liga antrat.
Ab der Spielzeit 1972/73 wurde er im Oberligateam der Magdeburger aufgeboten. In seiner Premierensaison kam das 18-jährige Talent neben der Oberliga sowohl in den nationalen als auch in den internationalen Pokalwettbewerben für den FCM zum Einsatz. Nachdem er zunächst als rechter Außenstürmer begonnen hatte, rückte er später ins Mittelfeld und dann in die Abwehr. Die meisten Spiele bestritt er als rechter Verteidiger. Neben seiner Oberligakarriere absolvierte Raugust ein Sportlehrerstudium.
In 226 Oberligaspielen bis zu seinem Karriereende im Sommer 1986 schoss er fünf Tore. 1974 und 1975 wurde er mit dem 1. FC Magdeburg DDR-Fußballmeister. Raugust bestritt 41 Spiele im Europapokal. 1974 siegte er mit dem 1. FC Magdeburg gegen den AC Mailand 2:0 im Finale des Europapokal der Pokalsieger in Rotterdam.

### Auswahleinsätze
In seinem letzten Jahr als U-18-Akteur weilte der Magdeburger Clubspieler 1973 beim UEFA-Juniorenturnier. Mit der DDR-Juniorenauswahl wurde Raugust in Italien bei der inoffiziellen Europameisterschaft dieser Altersklasse Zweiter in diesem Jahr. Im Sommer zuvor hatte er mit der U-18 des DFV bei den Jugendwettkämpfen der Freundschaft in Rumänien den 5. Platz belegt.
In den Folgejahren rückte er in die zu diesem Zeitpunkt parallel agierenden U-23- und U-21-Vertretungen der DDR auf. 1974 und 1975 stand er in insgesamt elf Nachwuchsländerspielen auf dem Platz.
Detlef Raugust bestritt drei Partien für die DDR-Nationalelf in den Jahren 1978 und 1979. Die 1:2-Niederlage gegen den Irak im Februar 1979 sollte sein letztes Länderspiel bleiben. Für die B-Auswahl hatte der FCM-Akteur in den Jahren davor ebenfalls drei Begegnungen absolviert.

## Weiterer Werdegang
Später trainierte der Diplomsportlehrer den Nachwuchs der Magdeburger in unterschiedlichen Altersklassen. Nach dem Zusammenbruch der DDR wurde Raugust Physiotherapeut und zog nach Oberbayern. Er arbeitete in Oberammergau.